# Aeropuerto de Maripasoula
El Aeropuerto de Maripasoula o bien Aeródromo de Maripasoula  (en francés: Aérodrome de Maripasoula) (IATA: MPY, ICAO: SOOA) es un aeropuerto situado a 3,5 kilómetros (1,9 millas náuticas) al norte de Maripasoula , un municipio en el distrito de Saint-Laurent-du-Maroni , en la Guayana Francesa un territorio dependiente de Francia en América del Sur. Está cerca del río Lawa , que forma la frontera entre Francia y Surinam. Air Guyane Express operó vuelos regulares en el aeropuerto hasta agosto de 2023.
El aeropuerto fue construido a una altitud de 115 m (377 pies) sobre el nivel medio del mar. Se ha designado una pista como 07/25 con una superficie de concreto que mide 1.200 por 15 metros (3.937 pies x 49 pies).